# Terenuthis
Terenuthis är en fornlämning i Egypten.   Den ligger i guvernementet Beheira, i den norra delen av landet, 70 km nordväst om huvudstaden Kairo. Terenuthis ligger 6 meter över havet.
Terrängen runt Terenuthis är mycket platt. Runt Terenuthis är det mycket tätbefolkat, med 1 956 invånare per kvadratkilometer. Närmaste större samhälle är Shibin al-Kawm, 18,5 km öster om Terenuthis. Trakten runt Terenuthis består till största delen av jordbruksmark.